# 洛阳周公庙博物馆
洛阳周公庙博物馆（又名洛阳都城博物馆）是位于中华人民共和国河南省洛阳市老城区的博物馆，以周公庙为基础建设而成。博物馆占地50余亩，面积35,000余平方米。

## 馆区
洛阳周公庙博物馆是由省级重点文物保护单位周公庙古建筑群和全国重点文物保护单位隋唐东都城宫城正门——应天门东阙遗址两个部分组成。

### 周公庙
洛阳周公庙是为纪念西周政治家周公而建立的祠庙，也是中国三大周公庙之一。史料记载，周公庙是由隋朝将领王世充主建，后经历代重修扩建，渐成规模。
1932年一二八事变，民国政府曾经迁都洛阳，周公庙为当时民国政府考试院。1963年，河南省人民政府公布为第一批省级文物保护单位。

### 应天门东阙遗址
应天门东阙遗址位于周公庙西侧，是全国重点文物保护单位隋唐东都城遗址的宫城正门。史料记载，应天门始建于大业元年（605年），有东西两阙，时称“则天门”。唐时因避武后尊号，改称“应天门”，与长安承天门齐名并列。